# ترل توماس
ترل توماس (انگلیسی: Terell Thomas؛ زادهٔ ۱۳ اکتبر ۱۹۹۵) بازیکن فوتبال است.
از باشگاه‌هایی که در آن بازی کرده‌است می‌توان به باشگاه فوتبال چارلتون اتلتیک اشاره کرد.